# Marcel Bezençon
Marcel Bezençon (Orbe, 1 de maig de 1907 - Lausana, 17 de febrer de 1981) va ser un periodista i empresari suís, que es va exercir com a president de la Unió Europea de Radiodifusió (UER). És considerat el pare del Festival d'Eurovisió.

## Biografia
Es va llicenciar en Història de l'Art per la Universitat de Lausana el 1932 i va treballar com a crític d'art i teatre. Entre 1932 i 1939 va ser editor del diari Feuille d'Avis de Lausanne. Va ser director de Ràdio Suisse Romande (RSR) entre 1939 i 1950, i entre 1950 i 1972 va ser director general de la SSR. Va ser protagonista de la introducció de la televisió a Suïssa i pioner en programes radiofònics que combinaven la prosa i la música.
Des del 1954 fins al 1969, va ocupar el càrrec de President de la Comissió del Programa de la UER. El 1955 va donar origen al Festival de la Cançó d'Eurovisió, basant-se en el Festival de la Cançó de Sanremo que es realitza a Itàlia.

## Llegat
Des del 2002 es lliura un premi amb el seu nom -els Premis Marcel Bezençon- a la millor actuació del Festival d'Eurovisió, a les categories de millor cançó, millor interpretació en escena i millor compositor, guardó atorgat de manera independent al guanyador de l'edició.